# Wahlen 1928
◄◄ | ◄ | 1924 | 1925 | 1926 | 1927 | Wahlen 1928 | 1929 | 1930 | 1931 | 1932 | ► | ►►

Weitere Ereignisse
Folgende Wahlen fanden 1928 unter anderem statt:

## Europa
- am 18. März die Landtagswahl in Vorarlberg 1928
- im April in Frankreich die Wahlen zur Abgeordnetenkammer
- am 20. Mai die Reichstagswahl zum 4. Deutschen Reichstag in Deutschland  und zugleich einige Landtagswahlen, z. B.
- Landtagswahl im Freistaat Oldenburg
- Landtagswahl im Freistaat Schaumburg-Lippe
- im Freistaat Anhalt
- im Freistaat Mecklenburg-Strelitz
- in Bayern
- im Freistaat Preußen
- im freien Volksstaat Württemberg

- am 15. Juli die Landtagswahl in Liechtenstein und die Stichwahl am 29. Juli
- 13. Dezember: Bundesratswahl  in der Schweiz

## Amerika
- Wahl zum Senat der Vereinigten Staaten 1928 am 6. November 1928, bzw. am 10. September im Bundesstaat Maine